# Ciruelos de Cervera
Ciruelos de Cervera ist ein Ort und eine nordspanische Landgemeinde (municipio) mit nur noch 99 Einwohnern (Stand: 2024) im Süden der Provinz Burgos in der Autonomen Gemeinschaft Kastilien-León.

## Lage und Klima
Der Ort Ciruelos de Cervera liegt am Bergbach Arroyo de Valdetajas in der kastilischen Hochebene (meseta) gut 67 km (Fahrtstrecke) südöstlich der Provinzhauptstadt Burgos in einer Höhe von ca. 1020 m; die historisch bedeutsame Kleinstadt Lerma ist knapp 29 km in nordwestlicher Richtung entfernt. Das Klima ist gemäßigt bis warm; Regen (ca. 535 mm/Jahr) fällt übers Jahr verteilt.

## Bevölkerungsentwicklung
| Jahr      | 1857 | 1900 | 1950 | 2000 | 2018 |
| Einwohner | 490  | 543  | 503  | 166  | 101  |

Die Mechanisierung der Landwirtschaft, die Aufgabe bäuerlicher Kleinbetriebe und der damit einhergehende Verlust von Arbeitsplätzen haben seit der Mitte des 20. Jahrhunderts zu einem deutlichen Rückgang der Einwohnerzahlen geführt (Landflucht). Zur Gemeinde gehört auch der noch ca. 30 Einwohner zählende Weiler (pedanía) Briongos de Cervera.

## Wirtschaft
Die Einwohner der Landgemeinde leben hauptsächlich von der Landwirtschaft (Ackerbau, Viehzucht und Weinbau); die Gemeinde gehört zum Weinbaugebiet Arlanza (D.O.). Seit den 1960er Jahren spielt auch die sommerliche Vermietung von Ferienhäusern (casas rurales) eine gewisse wirtschaftliche Rolle.

## Geschichte
Über die Ursprünge des Ortes ist so gut wie nichts bekannt. Keltische, römische, westgotische und selbst maurische Spuren fehlen. Im frühen 10. Jahrhundert wurde die Gegend von den Christen unter der Führung von König Alfons III. zurückerobert (reconquista) und anschließend neu- oder wiederbesiedelt (repoblación); in dieser Zeit entstand wahrscheinlich der Ort. Am 25. März 1608 verkaufte Philipp III. die Grundherrschaft (señorio) über Villahoz und mehr als 300 weitere Orte in der Umgebung an Francisco Gómez de Sandoval y Rojas, den Herzog von Lerma.

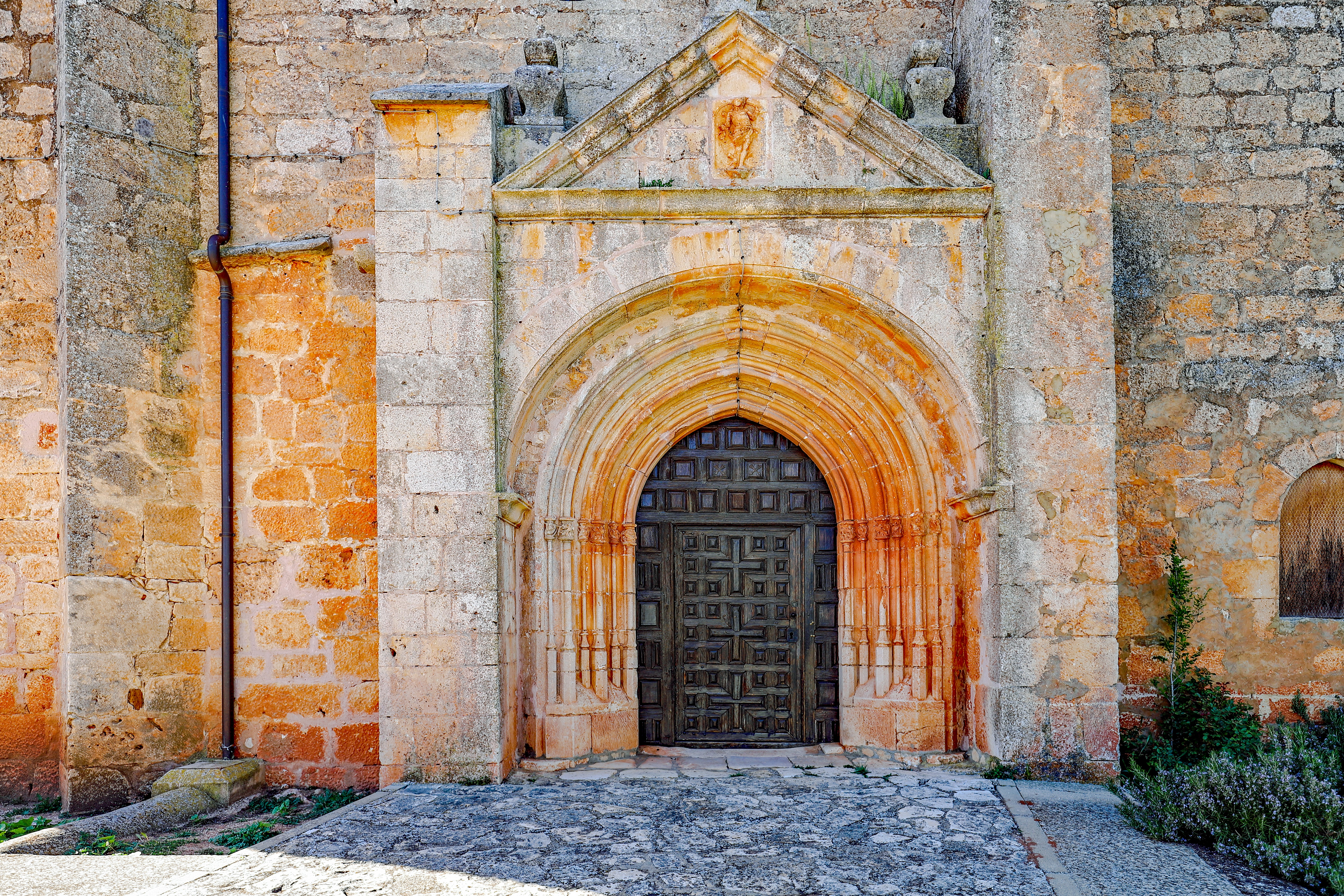
Ciruelos de Cervera – Portal der Kirche

## Sehenswürdigkeiten
- Viele Häuser des Ortes bestehen aus nur grob behauenen Natursteinen; einige wurden später ganz oder in Teilen verputzt.
- Die Iglesia de San Sebastián ist eine aus weitgehend exakt behauenen Steinen erbaute dreischiffige spätgotische Hallenkirche des späten 15. und frühen 16. Jahrhunderts. Das Innere ist mit Sterngewölben überspannt, deren rosettenförmige Schlusssteine beachtenswert sind. Anstelle eines Altarretabels findet sich eine Tür mit steinernem Kielbogen. Das Taufbecken (pila) ist der Schatz der Kirche; es stammt aus dem mittelalterlichen Vorgängerbau und zeigt mozarabische Hufeisenbögen.
- Die Ermita de Nuestra Señora del Carmen hat einen kleinen barocken Glockengiebel (espadaña).
- Mitten im Ort befindet sich ein Brunnen (fuente), dessen Becken auch als Viehtränke fungierte.
- Am Ortsrand gibt es einen Waschplatz (lavadero), der ehemals auch als Viehtränke (abrevadero) genutzt wurde.